# Atomaire pakkingsfactor
De atomaire pakkingsfactor, atomaire pakkingsfractie of atomaire vullingsfactor is in de kristallografie de fractie van het volume in een kristalstructuur die wordt bezet door atomen. Het is een dimensieloze grootheid, die altijd kleiner dan 1 is en soms met een {\displaystyle \eta } wordt aangeduid. Het gaat uit van een harde-bollenmodel waarin de atomen elkaar raken, maar geen overlap met elkaar hebben. Het is geen fysische maat, maar een theoretische maat. De atomaire pakkingsfactor is gedefinieerd als:
{\displaystyle \eta ={\frac {N_{\text{atomen}}V_{\text{atoom}}}{V_{\text{eenheidscel}}}}}
Daarin is:
- {\displaystyle N_{\text{atomen}}} het aantal atomen in een eenheidscel,
- {\displaystyle V_{\text{atoom}}} het volume van een atoom en
- {\displaystyle V_{\text{eenheidscel}}} het volume van de eenheidscel.

De drie bravaistralies in het kubische kristalstelsel en het rooster van het hexagonale stelsel komen van de veertien bravaistralies het meest onder de elementen en zouten voor.
De twee regelmatige mogelijkheden voor de dichtste bolstapeling zijn de hexagonale dichtste stapeling, dat is een stapeling in het hexagonale kristalstelsel, en een stapeling in het tetragonale kristalstelsel.

## Primitief kubisch rooster

Primitief kubische eenheidscel.

Een eenheidscel in een primitief kubisch rooster bevat acht verschillende fracties van een achtste deel uit de atomen op ieder hoekpunt van de kubus. Het aantal atomen per eenheidscel is dus 1. Als de lengte van een ribbe gelijk is aan {\displaystyle a}, dan hebben de atomen een straal van lengte {\displaystyle r=a/2}.
{\displaystyle N_{\text{atomen}}=1},
{\displaystyle V_{\text{atoom}}={\tfrac {1}{6}}\pi a^{3}} en
{\displaystyle V_{\text{eenheidscel}}=a^{3}}.
{\displaystyle \eta _{\text{pk}}={\tfrac {1}{6}}\pi \approx 0{,}52360}

## Kubisch ruimtelijk gecentreerd rooster

Eenheidscel van een kubisch ruimtelijk gecentreerd rooster.

Een eenheidscel in een kubisch ruimtelijk gecentreerd rooster bevat acht verschillende fracties van een achtste deel uit de atomen op ieder hoekpunt van de kubus, en een heel atoom in het midden. Het aantal atomen per eenheidscel is dus twee.
Elk hoekatoom raakt het centrale atoom. De diagonaal die van een hoek van de kubus door het centrum naar de tegenover gestelde hoek loopt heeft een lengte {\displaystyle 4r}, waarbij {\displaystyle r} de straal van een atoom is. Als de lengte van een ribbe van de eenheidscel gelijk aan {\displaystyle a} is, dan is de lengte van de diagonaal {\displaystyle a\ {\sqrt {3\ }}=4r}.
{\displaystyle N_{\text{atomen}}=2},
{\displaystyle V_{\text{atoom}}={\tfrac {4}{3}}\pi r^{3}} en
{\displaystyle V_{\text{eenheidscel}}={\tfrac {64}{9}}r^{3}\ {\sqrt {3\ }}}.
{\displaystyle \eta _{\text{rgk}}={\tfrac {1}{8}}\pi \ {\sqrt {3}}\approx 0{,}68017}.

## Kubisch vlakgecentreerd rooster

Eenheidscel van een kubisch vlakgecentreerd rooster.

Een eenheidscel in een kubisch vlakgecentreerd rooster bevat acht verschillende fracties van een achtste deel uit de atomen op elk hoekpunt van de kubus, en zes halve atomen in het midden van de zijvlakken. Het aantal atomen per eenheidscel is dus vier.
Elk hoekatoom raakt drie centrale atomen op elk zijvlak. De diagonaal die van een hoek van de kubus door het centrum van elk zijvlak naar de tegenover gestelde hoek loopt heeft een lengte {\displaystyle 4r}, waarbij {\displaystyle r} de straal van een atoom is. Als de lengte van een ribbe van de eenheidscel gelijk aan {\displaystyle a} is, dan is de lengte van de diagonaal {\displaystyle a\ {\sqrt {2\ }}=4r}.
{\displaystyle N_{\text{atomen}}=4},
{\displaystyle V_{\text{atoom}}={\tfrac {4}{3}}\pi r^{3}},
{\displaystyle V_{\text{eenheidscel}}=16r^{3}\ {\sqrt {2\ }}}.
{\displaystyle \eta _{\text{vgk}}={\tfrac {1}{6}}\pi \ {\sqrt {2\ }}\approx 0{,}74048}.

## Hexagonaal kristalstelsel

De eenheidscellen van een hexagonaal rooster liggen zo, dat hun uitwendige vorm snel hexagonaal is.

De eenheidscel van het rooster van het hexagonale kristalstelsel is een vierhoekig prisma met een ruit als grondvlak. De ruit bestaat uit twee gelijkzijdige driehoeken met zijden {\displaystyle a=2r} met een oppervlak {\displaystyle A} van {\displaystyle A=2r^{2}\ {\sqrt {3\ }}}. De acht atomen op de acht hoeken van het prisma vormen samen een atoom. Een tweede atoom bevindt zich halverwege de verticale as, boven het midden van een van de driehoeken in het grondvlak. Het tweede atoom neemt de positie in van de top van een regelmatig viervlak op een afstand {\displaystyle d=a\ {\sqrt {6\ }}/3} boven het grondvlak. De hoogte {\displaystyle c} van de eenheidscel is twee maal de hoogte van een regelmatig viervlak: {\displaystyle c=2d=4r\ {\sqrt {6\ }}/3}.
{\displaystyle N_{\text{atomen}}=2},
{\displaystyle V_{\text{atoom}}={\tfrac {4}{3}}\pi r^{3}},
{\displaystyle V_{\text{eenheidscel}}=8r^{3}\ {\sqrt {2}}}.
{\displaystyle \eta _{\text{hds}}={\tfrac {1}{6}}\pi \ {\sqrt {2}}\approx 0{,}74048}.
Dit is dezelfde waarde als van de atomaire pakkingsfactor van een vlakgecentreerd kubisch rooster.

## Diamantrooster

Diamantrooster.

Diamant heeft een rooster dat van een kubisch vlakgecentreerd rooster afgeleid is en een dubbel aantal atomen, vier koolstoftetraëders, per eenheidscel heeft. De extra posities liggen op een relatieve positie {\displaystyle \left({\tfrac {1}{4}}a,{\tfrac {1}{4}}a,{\tfrac {1}{4}}a\right)} verschoven ten opzichte van de vlakgecentreerde posities: in het centrum van het grote viervlak tussen de atomen op een hoekpunt en de 'drie' atomen op de zijvlakken van de eenheidscel. Voor de straal van de atomen geldt dan dat {\displaystyle 2r=a{\sqrt {3\ }}/4}.
{\displaystyle N_{\text{atomen}}=8},
{\displaystyle V_{\text{atoom}}={\tfrac {4}{3}}\pi r^{3}},
{\displaystyle V_{\text{eenheidscel}}={\tfrac {512}{3}}r^{3}{\sqrt {3\ }}}.
{\displaystyle \eta _{\text{diamant}}={\tfrac {1}{16}}\pi {\sqrt {3\ }}\approx 0{,}34009}.
Dit is de laagste waarde voor een atomaire pakkingsfactor in een kubisch rooster.